# 1668年北安那托利亞地震
1668年北安那托利亞地震是1668年8月17日上午發生在安那托利亞北部（奥斯曼帝国黑海地區）的強烈地震，震级估計为Ms 7.8至8.0级，最大烈度估計為IX（9）度，震央位於拉迪克湖南岸，為北安那托利亞斷層錯動造成。震災範圍為西至博盧、東至埃爾津詹之間的大片地區，共造成約8,000人罹難。此次地震為土耳其有歷史紀錄以來規模最大的地震，紀錄顯示博盧幾乎全鎮被摧毀，僅該鎮便有約1,800人喪生；黑海沿岸多處皆有災情，薩姆松的薩姆松城堡結構也受到損傷。